# Montecampione
Montecampione egy síparadicsom Valcamonicában, Lombardia régióban, Észak-Olaszországban. Artogne és Pian Camuno községekhez tartozik, Bresciától 60 km-re, Milánótól pedig 95 km-re található, az Iseói-tó közelében, és december közepétől március végéig tart nyitva.
Montecampione a legközelebbi síparadicsom Milánó Orio al Serio nemzetközi repülőteréhez.
Az Alpiaz Srl csődje után – ez volt az a vállalat, amely a semmiből fejlesztette ki a síparadicsomot – a létesítményt számos más szervezet is irányította, változó sikerrel.
A sífelvonók és sípályák üzemeltetése jelenleg a Plan 1800 Srl kezében van, amelynek sikerült a 11 sífelvonóból 4-et üzembe helyeznie, míg a többi felújításra szorul.

## Statisztika
- Felvonók száma: 11
- Felvonók kapacitása: 18 000 fő óránként
- Sípályák száma: 23 (összesen kb. 65 km)
- Bárok száma: 12, beleértve a menedékházakat
- Magasság: 1 200–2 050 m
- Szintkülönbség: 850 m
- Állomások:
  - 1 200 m – Alpiaz
  - 1 400 m – Secondino
  - 1 800 m – Plan

A síkölcsönzők 1 200 méteren és 1 800 méteren találhatók.